# Albert Schmidt von Georgenegg
Albert Georg Schmidt von Georgenegg (Posen, 2. travnja 1861. – Bad Ischl, 29. travnja 1930.) je bio austrougarski general i vojni zapovjednik. Tijekom Prvog svjetskog rata zapovijedao je 43. landverskom divizijom i IV. korpusom na Istočnom bojištu.

## Vojna karijera
Albert Schmidt von Georgenegg je rođen 2. travnja 1861. u Posenu. Pohađao je Kadetsku školu u Beču, te nakon završetka iste služi u 32. pješačkoj pukovniji. Godine 1883. promaknut je u natporučnika, dok od 1885. pohađa Vojnu akademiju u Beču. Po završetku iste, od 1887. godine, služi u 47. pješačkoj pukovniji. Čin satnika dostigao je 1890. godine, bojnikom je postao 1896. godine, dok je 1900. godine promaknut u čin potpukovnika. Godine 1903. unaprijeđen je u čin pukovnika, dok u ožujku 1906. postaje načelnikom stožera VIII. korpusa koju dužnost obnaša do travnja 1909. godine. Te iste godine promaknut je u čin general bojnika, da bi 1912. bio unaprijeđen u čin podmaršala, te postao zapovjednikom 43. landverske divizije na čijem čelu dočekuje i početak Prvog svjetskog rata.

## Prvi svjetski rat
Na početku Prvog svjetskog rata 43. landverska divizija se nalazila u sastavu Armijske grupe Kövess kojom je na Istočnom bojištu zapovijedao Hermann Kövess. Zapovijedajući 43. landverskom divizijom Schmidt sudjeluje u borbama na Dnjestru i oko Lemberga, te početkom 1915. u Karpatskim ofenzivama.
U svibnju 1915. imenovan je zapovjednikom IV. korpusa zamijenivši na tom mjestu Karla Tersztyanszkog. Zapovijedajući IV. korpusom koji se nalazio u sastavu 2. armije sudjeluje u uspješnoj ofenzivi Gorlice-Tarnow, dok je svibnju 1916. promaknut je u čin generala pješaštva. Schmidt je IV. korpusom zapovijedao i na početku Brusilovljeve ofenzive u ljeto 1916., ali je u kolovozu smijenjen s položaja zapovjednika korpusa. Iduće godine je umirovljen, ali je ubrzo ponovno reaktiviran.

## Poslije rata
Posljednje godine Schmidt je proveo u Bad Ischlu. U navedenom mjestu je i preminuo 29. travnja 1930. u 70. godini života.

## Vanjske poveznice
(njem.) Albert Schmidt von Georgenegg na stranici Biographien.ac.at